# Парламентарни избори у Краљевини Србији 1906.
Избори извршени 11. јуна 1906 дали су већину Народној радикалној странци.
Изборна борба била је врло оштра и узела до тада непознате размере. Још y току изборне борбе опозиционе странке оптуживале су владу Николе Пашића ради многобројних злоупотреба власти, па су y томе знаку прошли и сви дани за време верификације посланичких мандата, a и после тога времена.

## Резултати
| Странка                           | Посланици |
| --------------------------------- | --------- |
| Народна радикална странка         | 91        |
| Самостална радикална странка      | 47        |
| Народна странка                   | 16        |
| Српска напредна странка           | 5         |
| Српска социјалдемократска странка | 1         |

## Број бирача и гласача 1906.
- Број бирача: 547 392
- Број гласача: 369 878
- % гласача: 67,57%[1]